# كلورديكون
الكلورديكون هو مركب كلور عضوي يتواجد على هيئة مادة صلبة متبلرة عديمة اللون، وهو مبيد حشري متقادم لصيق الصلة بالميركس، ومركب ثنائي كلورو ثنائي فينيل ثلاثي كلورو الإيثان المعروف اختصارا باسم الدي دي تي. 
كان استخدام مركب الكلورديكون كمبيد حشري كارثيًا لدرجة لذا حُظر استخدامه في كل من بلدان الاتحاد الأوروبي والولايات المتحدة الأمريكية، جاء ذلك بعد أن أنتجت واستخدمت آلاف الأطنان منه.
يعدّ مركب الكلورديكون هو ملوثا عضويا ثابتا لذا حُظر انتاجه واستخدامه عالميًا بموجب اتفاقية ستوكهولم بشأن الملوثات العضوية الثابتة في عام 2009.

## السمية
يمكن أن يتراكم الكلورديكون في الكبد والذي يتولى تنظيم توزيعه في جسم الإنسان من خلال ربط الملوثات أو نواتجها بالبروتينات الدهنية مثل البروتينات الدهنية منخفضة الكثافة، والبروتينات الدهنية عالية الكثافة.
يقدر التركيز المميت من الكلورديكون بنحو 35 ميكروغرام/ لتر في حالة أسماك الكروميد البرتقالية، ومن 22-95 ميكروغرام/كجم في حالة أسماك السالمون المرقط، والسمك أزرق الخياشيم. يتراكم الكلورديكون حيويًا في أجسام الحيوانات بعوامل تصل إلى مليون ضعف. يعاني العمال الذين تعرضوا لمركب الكلورديكون بشكل متكرر من تشنجات عصبية شديدة ناتجة عن تدهور الوصلات المشبكية بين النواقل العصبية. كما تشير بعض الدراسات إلى أن التعرض المزمن لمسوتيات منخفضة من الكلورديكون يسبب سرطان البروستاتا عند الرجال، وسرطان المعدة وسرطان البنكرياس عند النساء. يعمل الكلورديكون أيضًا كمحفز لمستقبلات هرمون الاستروجين المقترنة بالبروتين جي، والذي يتفاعل بقوة مع هرمون الاستروجين الجنسي استراديول.

## التحضير
يُصنع مُركب الكلورديكون عن طريق إضعاف سداسي كلورو البنتادين الحلقي وتحويله من خلال التحلل المائي إلى كيتون.

## لمحة تاريخية
كان مركب الكلورديكون يباع تجاريًا في الولايات المتحدة الأمريكية تحت الاسم التجاري كيبون والذي كانت تنتجه كل من شركة ألايد سيجنال، ولايف ساينسز برودكت كومباني في مدينة هوبويل بولاية فيرجينيا الأمريكية. وقد لفت التعامل غير السليم مع المركب وإلقاء النفايات الناتجة عن عملية تصنيعه في نهر جيمس في الولايات المتحدة الأمريكية في عقدي الستينيات والسبعينيات من القرن العشرين انتباه الحكومة الأمريكية إلى آثاره السامة على البشر والحياة البرية بعد أن قام الطبيبان الأمريكيان الدكتور ي. نان تشو والدكتور روبرت س. جاكسون من وزارة الصحة بولاية فرجينيا بإخطار مراكز السيطرة على الأمراض بأن موظفي الشركة قد أصيبوا بتسمم كيميائي سام حيث ونقل ما لا يقل عن 29 شخصًا في المنطقة إلى المستشفى نتيجة تعرضهم للكلورديكون. أغلقت شركة لايف ساينسز بعد ذلك مصنعها في الرابع من يوليو عام 1975، وبدأت عمليات التنظيف والتخلص من أثار التلوث، كما أغلقت مساحة طولها حوالي 100 ميل من نهر جيمس ومنع فيها الصيد بينما كان مسؤولو الصحة بالولاية يبحثون عن أشخاص آخرين من المحتمل أ يكونونوا قد أصيبوا.
يشبه مركب الكلورديكون مادة الدي.دي.تي وهي أحد نواتج انحلال الميركس. قامت السلطات الفيدرالية الأمريكية بتنظيم عمليات إنتاج واستخدام الكلورديكون بعد كارثة هوبويل، والتي أدت إلى إدخال 29 عاملاً في المصانع إلى المستشفى بسبب أمراض مختلفة من بينها الأمراض العصبية. يُعتبر الكلورديكون واحدا من بين عدد قليل من المواد الضارة التي دفعت الرئيس الأمريكي السابق جيرالد فورد للموافقة الاضطرارية في عام 1976 على قانون التحكم في المواد السامة، والذي لا يزال أحد أكثر مشاريع القوانين التنظيمية في الولايات المتحدة إثارة للجدل على الإطلاق.
قام أخصائيو علم السموم التابعين لمنظمة الصحة العالمية بالولايات المتحدة في عام 1982 برصد حوادث التسمم بالكلورديكون في الشركات المنتجة وضحايا هذه الملوثات. وفي عام 2009 أُدرج الكلورديكون ضمن اتفاقية ستوكهولم بشأن الملوثات العضوية الثابتة التي يُحظر إنتاجها واستخدامها في جميع أنحاء العالم.

### تبعات حوادث التسمم بالكلورديكون

#### حادثة تلوث مصب نهر جيمس
أغلق حاكم ولاية فرجينيا ميلز جودوين جونيور في يوليو من عام 1975 نهر جيمس ومنع الصيد فيه لمسافة 100 ميل تمتد من مدينة ريتشموند وحتى خليج تشيسابيك. ظل هذا الحظر ساري المفعول لمدة 13 عامًا إلى أن بدأت جهود تنظيف النهر تؤتي ثمارها.
عانى العديد من الصيادين والمراسي وشركات المأكولات البحرية والمطاعم إلى جانب موظفيهم على طول النهر من خسائر اقتصادية فادحة بسبب مخاطر التلوث. وفي عام 1981 رفعت مجموعة كبيرة من هذه الكيانات دعوى قضائية ضد شركة ألايد للكيماويات في محكمة محلية فيدرالية تقع بمقاطعة فيرجينيا الشرقية وطالبوا الشركة بتعويضات اقتصادية خاصة عن إهمال الشركة الذي أدى إلى حدوث أضرار جسيمة للأسماك والحياة البرية، وفي واحدة من القضايا التي تدرس أحيانًا في دورات كلية الحقوق حول سبل الانتصاف، رفضت المحكمة قاعدة الخسارة الاقتصادية التقليدية التي تتطلب تأثيرًا ماديًا يتسبب في إصابة شخصية أو ضرر في الممتلكات لتلقي تعويضات اقتصادية، وبدلاً من ذلك سمحت لمجموعة محدودة من المدعين، وهم أصحاب قوارب الصيد والمراسي ومحلات الطعم والأدوات المعدنية بتلقي التعويضات من شركة ألايد للكيماويات عن الأضرار الاقتصادية التي لحقت بهم.

#### في جزر الأنتيل الفرنسية
تعرضت جزر المارتينيك وجوادلوب الفرنسية إلى تلوث شديد بالكلورديكون بعد سنوات من استخدامه المكثف وغير المقيد في مزارع الموز. وعلى الرغم من حظر استخدام الكلورديكون في فرنسا بدءا من عام 1990، ظل مزارعو الموز الأقوياء اقتصاديًا يحاولون الضغط على الحكومة الفرنسية بشكل مكثف كي تسمح لهم بمواصلة استخدام مبيدات الكلورديكون حتى عام 1993. انطلق مزارعو الموز في مطالبهم من نقطة أنه لا توجد مبيدات آفات بديلة متاحة، وهي النقطة التي لا تزال محلا للخلاف منذ ذلك الحين. مُنح مزارعي الموز بشكل سري استثناءات لاستخدام مخزونهم المتبقي من المبيدات المحتوية على مركب الكلورديكون بعد سريان الحظر في عام 1993، ويذكر تقرير عام 2005 الذي أعدته الجمعية الوطنية الفرنسية أن المادة الكيميائية التي بيعت تجاريا تحت اسم كيورلون Curlone قد استمر استيرادها على الأرجح بشكل غير قانوني ومن ثم استخدامها لسنوات عديدة بعد دخول قرار الحظر في حيز التطبيق. قامت السلطات المحلية في الجزيرتين بدءا من عام 2003 بتقييد زراعة العديد من المحاصيل الغذائية بسبب التربة شديدة التلوث بالكلورديكون. وقد أظهرت دراسة واسعة النطاق أجرتها وكالة الصحة العامة الفرنسية سانتي بوبليك فرانس عام 2018 أن 95٪ من سكان جزيرة جوادلوب و92٪ من سكان إقليم مارتينيك تعرضوا للتلوث بالمواد الكيميائية. تتمتع جوادلوب بواحد من أعلى معدلات تشخيص الإصابة سرطان البروستاتا في العالم.

## التأثير في الفنون
أطلقت فرقة موسيقى الروك الأمريكية التي تأسست في مدينة ريتشموند بولاية فيرجينيا في عام 1991على نفسها اسم كيبون، وهو الاسم التجاري لمركب الكلورديكون في الولايات المتحدة الأمريكية.